# National Provincial Championship 1981
La National Provincial Championship 1981 fue la sexta edición del principal torneo de rugby de Nueva Zelanda.
El campeón del torneo fue el equipo de Wellington quienes lograron su segundo campeonato.

## Sistema de disputa
Los equipos enfrentan a los diez equipos restantes en una sola ronda.
- El equipo que logre mayor cantidad de puntos al final del torneo se corona campeón.

- El equipo que se ubicó en la última posición jugó un repechaje frente al campeón de la Segunda División.

## Clasificación
| Pos. | Equipo           | Encuentros | Encuentros | Encuentros | Encuentros | Tantos | Tantos | Tantos | Puntos |
| Pos. | Equipo           | PJ         | PG         | PE         | PP         | F      | C      | Dif    | Puntos |
| ---- | ---------------- | ---------- | ---------- | ---------- | ---------- | ------ | ------ | ------ | ------ |
| 1.º  | Wellington       | 10         | 9          | 0          | 1          | 255    | 94     | +161   | 18     |
| 2.º  | Manawatu         | 10         | 7          | 0          | 3          | 269    | 147    | +122   | 14     |
| 3.º  | Counties Manukau | 10         | 6          | 1          | 3          | 197    | 129    | +68    | 13     |
| 4.º  | Auckland         | 10         | 6          | 0          | 4          | 155    | 135    | +20    | 12     |
| 5.º  | Waikato          | 10         | 5          | 1          | 4          | 135    | 156    | -21    | 11     |
| 6.º  | Bay of Plenty    | 10         | 5          | 0          | 5          | 183    | 177    | +6     | 10     |
| 7.º  | North Auckland   | 10         | 5          | 0          | 5          | 115    | 144    | -29    | 10     |
| 8.º  | Otago            | 10         | 5          | 0          | 5          | 148    | 194    | -46    | 10     |
| 9.º  | Canterbury       | 10         | 4          | 0          | 6          | 128    | 165    | -37    | 8      |
| 10.º | Hawke´s Bay      | 10         | 1          | 0          | 9          | 154    | 263    | -109   | 2      |
| 11.º | Southland        | 10         | 1          | 0          | 9          | 100    | 235    | -135   | 2      |

|  | Campeón.                                      |
|  | Repechaje frente al campeón de la División 2. |

| Bandera de Nueva Zelanda |
| Campeón Wellington       |
| Segundo título           |

## Promoción
| 3 de octubre | Southland | 9 - 10 | Wairarapa Bush |  |  |

- Wairarapa Bush asciende de categoría para la próxima temporada.